# Sänna
Sänna – wieś w Estonii, w prowincji Võru, w gminie Rõuge. Wychowywał się tu m.in. pisarz i poeta Artur Adson.

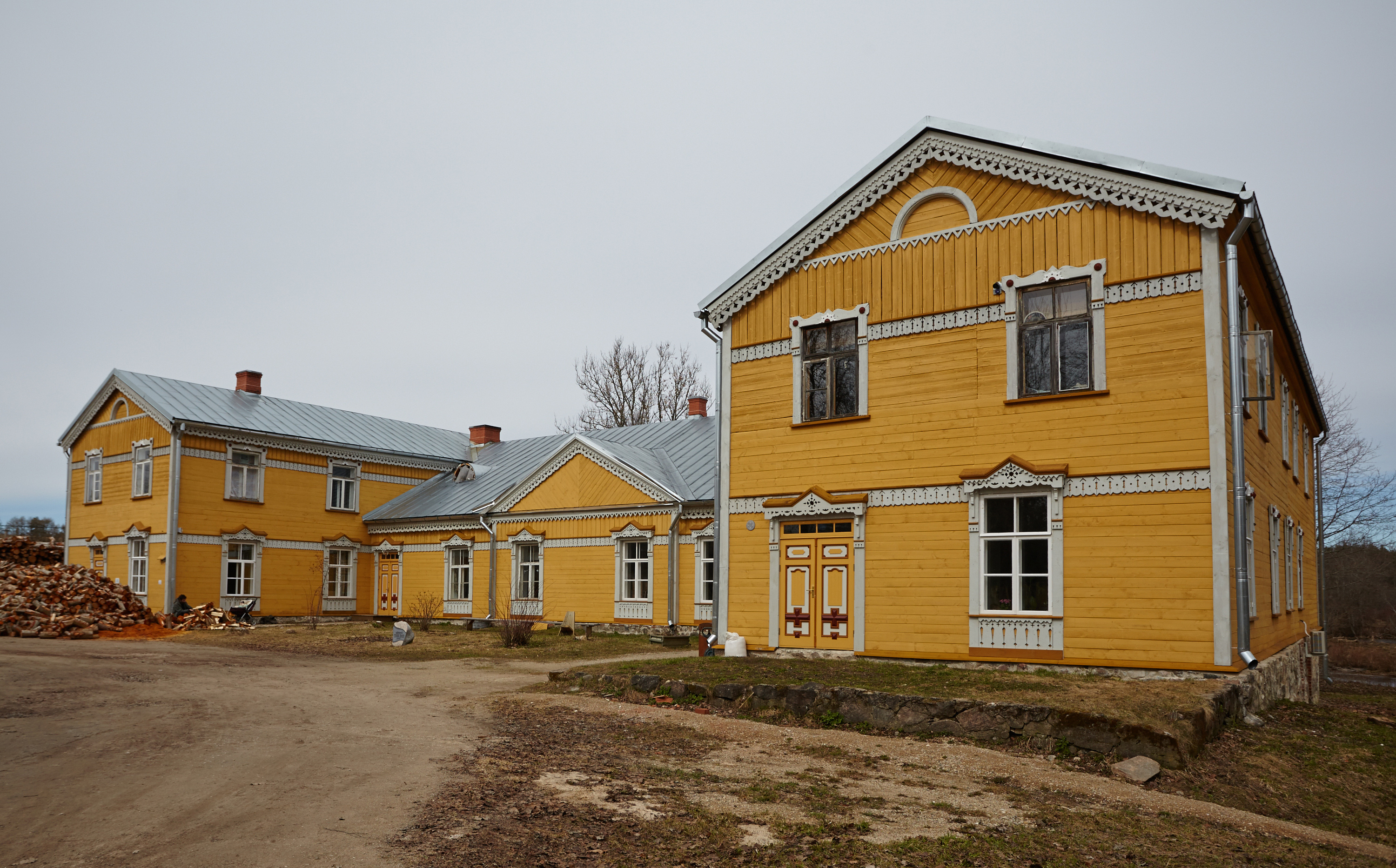